# Т. Ґілберт Пірсон
Томас Ґілберт Пірсон (англ. Thomas Gilbert Pearson; 1873–1943) був американським природоохоронцем і одним із перших викладачів Університету Північної Кароліни в Ґрінсборо. Він став співзасновником Національної асоціації товариств Одюбона, пізніше відомої як Національне товариство Одюбона. Він також був одним із засновників Міжнародного комітету захисту птахів.

## Життя
Пірсон виріс у лісах центральної Флориди, переїхавши туди у віці 9 років з Дубліна, штат Індіана. Він жив у дерев'яній хатині з батьками та шістьма братами та сестрами – трьома братами та трьома сестрами. Пірсони були членами Товариства друзів. За натхненням старшого друга, Пірсон почав колекціонувати яйця. Це хобі змусило його прогулювати школу, що було однією з причин його поганої успішності.
У 13 років він купив рушницю, яку давно мріяв мати. Він дізнався, що може заробляти від 90 центів до 1,25 долара, вбиваючи чапель та продаючи їхнє пір'я. Він також заробляв гроші, продаючи багато пташиних яєць.
Навчившись робити опудала птахів, він зібрав чималу колекцію. Він писав до багатьох шкіл та коледжів, сподіваючись забезпечити собі вступ та оплатити навчання коштом своєї колекції. У віці 18 років, у 1891 році, президент Ліндон Гоббс з Ґілфорд-коледжу прийняв пропозицію Пірсона. Натомість Пірсон отримав проживання та плату за навчання протягом двох років, якщо він також добуватиме та робитиме опудала птахів для коледжу. Після двох років навчання в коледжі Пірсон отримав стипендію для продовження навчання в Ґілфорді. Під час навчання в Ґілфорді він обіймав посади редактора учнівського журналу, президента літературного гуртка, менеджера бейсбольної команди, а також був капітаном футбольної команди.
Після закінчення коледжу Пірсон вирішив присвятити свій час та енергію заохоченню мешканців Північної Кароліни до ідеї захисту популяцій їхніх птахів, чисельність яких швидко скорочувалася. Потім він став викладачем біології в коледжі Ґілфорд, де також познайомився з Елсі Ветерлі. Вони побралися в 1902 році.
У 1901 році Пірсон обійняв посаду професора біології та геології в Державному нормальному та промисловому коледжі в Ґрінсборо (нині Університет Північної Кароліни в Ґрінсборо ). Він водив своїх студентів на прогулянки на природу, вважаючи це не менш важливим, як лабораторна робота з мікроскопом. У цей період він опублікував свою першу книгу «Історії з життя птахів». Засновник і перший президент Національної асоціації товариств Одюбона, Вільям Датчер, побачив цю книгу та заохотив Пірсона організувати Товариство Одюбона в Північній Кароліні. Це він і зробив у 1902 році, розпочавши шлях, який мав призвести до впливової роботи в галузі природоохоронного законодавства на рівні штату та країни в цілому.
Пірсон використав платформу товариства, створеного в Північній Кароліні, щоб заохотити законодавчий орган прийняти закон, який мав би стати першим кроком штату до збереження дикої природи. Цей закон був прийнятий у 1903 році та був відомий як «Закон Одюбона». Він надав Товариству Одюбона повноваження забезпечувати дотримання законів про дику природу в Північній Кароліні та уповноважив Товариство наймати єгерів для забезпечення дотримання цих законів. Ці зусилля фінансувалися за рахунок пожертв окремих осіб, а також продажу мисливських ліцензій для нерезидентів по 10 доларів кожна. Ліцензії для нерезидентів були вкрай непопулярними, хоча більшість мисливців-нерезидентів на той час мали засоби для сплати збору, пов'язаного з ліцензією. Вони вважали, що ліцензія суперечить традиціям південної гостинності.
Пірсон закликав індустрію моди припинити полювання заради пір'я. Пір'я птахів зазвичай використовувалися в тогочасній індустрії мод. Підприємства з виготовлення капелюшків особливо опиралися цій зміні, оскільки капелюхи з тонким пір'ям були дуже популярними. Модистки боялися, що попит на їхню продукцію різко впаде без пір'я. Пірсон, вправний оратор, розповідав зацікавленій аудиторії про походження пір'я на їхніх капелюхах. Він детально розповів їм, як кожен вид птахів, представлений на фото, був забитий на місцях їхнього розмноження.
Після повернення з поїздки до Мексики в 1911 році Пірсон зіткнувся зі звинуваченнями в тому, що Товариство Одюбона отримувало прибуток від ліцензійних зборів і штрафів і зловживало коштами платників податків щодо захисту дикої природи. Обидва ці твердження були неправдивими. Однак наслідки цих тверджень завдали шкоди Закону Одюбона, прийнятому в 1903 році, оскільки округам тепер дозволялося ухилятись від дії закону. На кінець року лише 46 зі 100 округів штату залишалися під юрисдикцією цього закону. З того часу природоохоронці наполягали на створенні Державної комісії з питань мисливства, яка з'явилася лише в 1927 році, коли було створено Державний відділ мисливства та внутрішнього рибальства в рамках Департаменту охорони природи та розвитку Північної Кароліни. Лише в 1947 році за допомогою Федерації дикої природи Північної Кароліни та інших агентств у Північній Кароліні з'явилося незалежне агентство з питань дикої природи, яким керували професійно навчені співробітники, — Комісія з питань дикої природи Північної Кароліни.
У 1924 році Пірсону було присвоєно почесний ступінь доктора права від Університету Північної Кароліни. Він отримав медаль Асоціації Джона Берроуза, Національний орден Дубової корони від Люксембургу та медаль Національного товариства акліматизації від Франції.
Пірсон став секретарем Національної асоціації товариств Одюбона, і після смерті Вільяма Датчера в 1920 році обіймав посаду президента протягом 14 років.

## Вибрані публікації
- Adventures in Bird Protection (1937)
- The Birds of America (1944)

## Зовнішні посилання
- Твори Т. Ґілберт Пірсон у проєкті «Гутенберг»
- Works by or about T. Gilbert Pearson at the Internet Archive
- Works by T. Gilbert Pearson at LibriVox (public domain audiobooks)